# دانشگاه گوئلف
دانشگاه گوئلف (به انگلیسی: University of Guelph) یک دانشگاه تحقیقاتی دولتی در شهر گوئلف واقع در استان انتاریو کانادا است که در سال ۱۹۶۴ میلادی پایه‌گذاری شده‌است.
دانشگاه گوئلف در سال ۱۹۶۴ پس از ادغام دانشکده کشاورزی انتاریو، انستیتوی مک‌دونالد و دانشکده دامپزشکی انتاریو تأسیس شد. بر اساس آمار سال تحصیلی ۲۰۲۲-۲۰۲۳، تعداد کل دانشجویان دانشگاه گوئلف ۲۹,۹۲۳ نفر بوده است که شامل ۲۳,۹۲۶ دانشجوی کارشناسی و ۳,۰۳۵ دانشجوی تحصیلات تکمیلی می‌شود.
بدنه دانشجویی این دانشگاه متنوع است و دانشجویان بین‌المللی بخش قابل‌توجهی از آن را تشکیل می‌دهند. در سال ۲۰۲۴، تقریباً ۱۲٪ از جمعیت دانشجویی شامل دانشجویان بین‌المللی از بیش از ۱۳۰ کشور مختلف بوده است.
بر اساس اطلاعات سال ۲۰۲۳، کالج دامپزشکی انتاریو (OVC) در دانشگاه گوئلف در رتبه اول کانادا، سوم در آمریکای شمالی و یکی از ده دانشکده برتر دامپزشکی در جهان قرار گرفته است (طبق رتبه‌بندی QS).
در رتبه‌بندی دانشگاهی مکلین ۲۰۲۴، دانشگاه گوئلف در میان دانشگاه‌های جامع کانادا در رتبه پنجم قرار گرفت.
دانشگاه گوئلف در رتبه‌بندی جهانی QS پیشرفت چشمگیری داشته است. در نسخه سال ۲۰۲۵ این رتبه‌بندی، دانشگاه گوئلف در رتبه ۴۵۶ جهان قرار گرفته است، که نسبت به رتبه قبلی خود در سال ۲۰۲۴ (۴۸۶) بهبود ۳۰ پله‌ای را نشان می‌دهد.
دکتر روبرتا بوندار اولین زن فضانورد کانادایی دربارهٔ دوران تحصیل خود در دانشگاه گوئلف می‌گوید که این دانشگاه نقطهٔ اتکای محکمی در پیشرفت ایشان بوده است.

## ماموریت و چشم انداز دانشگاه گوئلف
دانشگاه گوئلف در پی ارتقای کیفیت زندگی از طریق جستجوی حقیقت از طریق پژوهش و آموزش، خدمت به جامعه و پرورش دیدگاهی جهانی است.
چشم‌انداز این دانشگاه بهبود زندگی از طریق پژوهش‌های دقیق، خلاقیت بی‌نظیر و کشف راه‌حل‌های عملی است، با هدف توانمندسازی جامعه خود برای رهبری تغییرات در سطح محلی و جهانی.

## فارغ التحصیلان سرشناس
دانشگاه گوئلف مجموعه‌ای از فارغ‌التحصیلان برجسته دارد که در حوزه‌های مختلف دستاوردهای قابل توجهی داشته‌اند:
- روبرتا بوندار: اولین زن فضانورد کانادا و متخصص اعصاب، بخشی از تحصیلات خود را در دانشگاه گوئلف گذرانده است. در ژانویه ۱۹۹۲، او به عنوان متخصص بارگیری در مأموریت STS-42 شاتل فضایی دیسکاوری به فضا سفر کرد و به اولین زن کانادایی در فضا تبدیل شد. دستاوردهای علمی و فضایی او الهام‌بخش بسیاری در حوزه‌های علم و فناوری بوده است.[۱۰]
- اولیویا چو: شصت و ششمین شهردار تورنتو و یکی از چهره‌های برجسته در سیاست کانادا، در دانشگاه گوئلف تحصیل کرده است.[۱۰]
- رید کولست: یک دونده برجسته در مسافت‌های طولانی که نماینده کانادا در مسابقات بین‌المللی، از جمله المپیک بوده است.[۱۱]

این افراد نشان‌دهنده تعهد دانشگاه گوئلف به برتری و تأثیرگذاری در حوزه‌های مختلف هستند.

## پردیس های دانشگاه گوئلف
دانشگاه گوئلف دارای سه پردیس است:
1. پردیس اصلی (گوئلف): در شهر گوئلف، انتاریو واقع شده و پردیس اصلی دانشگاه است که ترکیبی از معماری مدرن و سنتی، شامل یک Arboretum (باغ گیاه‌شناسی) به مساحت ۱۶۵ هکتار است.
2. پردیس ریج‌تاون: در شهر ریج‌تاون، انتاریو قرار دارد و بر برنامه‌های مرتبط با کشاورزی تمرکز دارد.
3. دانشگاه گوئلف-هامبر: در شهر تورنتو قرار دارد و به‌صورت مشترک با کالج هامبر فعالیت می‌کند.

## شهرت پردیس اصلی دانشگاه گوئلف
پردیس اصلی دانشگاه گوئلف به دلیل زیبایی چشم‌نواز خود مشهور است و ترکیبی هماهنگ از معماری تاریخی و مدرن در میان فضاهای سبز گسترده ارائه می‌دهد. این پردیس که ۳۳۰ هکتار وسعت دارد، شامل برج‌های ویکتوریایی، ساختمان‌های مدرن شیشه‌ای و بتنی، سازه‌های سنگ آهک دست‌تراش، پیاده‌روهای آجری و میدان‌های طراحی‌شده است. یکی از نقاط برجسته این پردیس، Arboretum (باغ گیاه‌شناسی) به مساحت ۱۶۵ هکتار است که شامل مجموعه‌های گیاهی متنوع و مناطق طبیعی آرام است و فضای دل‌نشین و دعوت‌کننده‌ای به وجود می‌آورد. این ترکیب منحصر‌به‌فرد از سبک‌های معماری و زیبایی طبیعی، محیطی الهام‌بخش برای یادگیری و تعامل اجتماعی ایجاد می‌کند.

## دانشکده های دانشگاه گوئلف
دانشگاه گوئلف شامل هفت دانشکده (یا کالج) است که هر یک در رشته‌های تخصصی مختلف فعالیت دارند:
- دانشکده هنر (College of Arts): متمرکز بر علوم انسانی، علوم اجتماعی و هنرهای خلاقانه.
- دانشکده علوم زیستی (College of Biological Science): اختصاص یافته به علوم زیستی، از جمله زیست‌شناسی و حوزه‌های مرتبط.
- مدرسه تجارت و اقتصاد گوردون اس. لنگ (Gordon S. Lang School of Business and Economics): ارائه‌دهنده برنامه‌هایی در زمینه تجارت، اقتصاد و مدیریت.
- دانشکده مهندسی و علوم فیزیکی (College of Engineering and Physical Sciences): شامل رشته‌های مهندسی، علوم فیزیکی و زمینه‌های مرتبط.
- دانشکده علوم اجتماعی و کاربردی انسانی (College of Social and Applied Human Sciences): پوشش‌دهنده علوم اجتماعی و علوم انسانی کاربردی.
- دانشکده کشاورزی انتاریو (Ontario Agricultural College): تخصصی در کشاورزی، علوم غذایی و محیط‌زیست.
- دانشکده دامپزشکی انتاریو (Ontario Veterinary College): متمرکز بر پزشکی دامپزشکی و علوم حیوانی.
- این دانشکده‌ها به طور جمعی مجموعه متنوعی از برنامه‌های کارشناسی و تحصیلات تکمیلی را ارائه می‌دهند و محیطی جامع برای آموزش فراهم می‌کنند.

## برنامه آموزش مشارکتی (Co-op) در دانشکده علوم کامپیوتر دانشگاه گوئلف
برنامه آموزش مشارکتی (Co-op) در دانشکده علوم کامپیوتر دانشگاه گوئلف، یک برنامه جامع است که برای دانشجویان رشته‌های علوم کامپیوتر و مهندسی نرم‌افزار ارائه می‌شود. این برنامه مطالعات آکادمیک را با تجربه کاری عملی ترکیب می‌کند و آمادگی دانشجویان برای ورود به حرفه‌های تخصصی را افزایش می‌دهد.

## ارزش ها و هنجارها در دانشگاه گوئلف
دانشگاه گوئلف به عنوان یک نهاد پویا و فراگیر شناخته می‌شود، جایی که آموزش، کشف و نوآوری در هم می‌آمیزند تا پیشرفت‌های معناداری را به ارمغان آورند. این دانشگاه از مجموعه‌ای از ارزش‌های اصلی پیروی می‌کند که تصمیمات، اقدامات و روابط آن را هدایت می‌کنند:
- تعامل گروهی و همکاری (Community and collaboration): دانشگاه گوئلف بر قدرت کار تیمی تأکید دارد و معتقد است که از طریق تلاش جمعی می توان به نتایج بزرگتری دست یافت.
- شجاعت (Courage):  این دانشگاه از مواجهه با چالش ها ابایی ندارد.
- خلاقیت (Creativity): دانشگاه گوئلف تخیل و نوآوری بی‌حد و مرز را ترویج می‌دهد و به امکانات نامحدود باور دارد.
- برتری (Excellence): این دانشگاه برای دستیابی به بالاترین استانداردها تلاش می‌کند و بلندپروازی آن بی‌پایان است.
- شمولیت (Inclusion): تنوع و شمولیت در مرکز اصول این دانشگاه قرار دارند.
- صداقت (Integrity): دانشگاه گوئلف صداقت، اعتماد، شفافیت و پاسخگویی را به عنوان ارزش‌های بنیادین خود حفظ می‌کند.

## سنت های دانشگاه گوئلف
دانشگاه گوئلف از سنت‌های پرجنب‌وجوشی برخوردار است که حس اجتماع را تقویت کرده و فرهنگ منحصربه‌فرد آن را جشن می‌گیرد. این سنت‌ها شامل رنگ‌آمیزی اولد جرمایا، رالی هیجان و نمایشگاه کالج رویال هستند که هر کدام بازتابی از تاریخ و فرهنگ دانشگاه هستند.

### رنگ‌آمیزی اولد جرمایا (Old Jeremiah)
"اولد جرمایا"، یک توپ دریایی بریتانیایی مربوط به جنگ ۱۸۱۲، جایگاه ویژه‌ای در سنت‌های دانشگاه دارد. این توپ ابتدا به‌عنوان یادبود جنگ به دانشگاه آورده شد و از آن زمان به نماد بیان دانشجویی تبدیل شده است. این توپ که در ابتدا قابل جابه‌جایی بود، باعث ایجاد رقابت دوستانه بین دانشجویان مهندسی و کشاورزی می‌شد. پس از تثبیت آن در مکان فعلی، به بوم نقاشی برای دانشجویان تبدیل شد. پیام‌هایی از اعلامیه‌های رویدادها گرفته تا جشن‌های شخصی روی توپ نقاشی می‌شود. دانشجویان با رعایت قوانین نانوشته مانند نقاشی پس از غروب خورشید، تکمیل کار تا صبح، و پرهیز از استفاده از زبان توهین‌آمیز، این سنت را زنده نگه داشته‌اند. با وجود برخی وقفه‌ها، مانند پاک شدن رنگ توپ در سال ۲۰۱۰ برای یک پروژه هنری، این سنت همچنان ادامه دارد.

### رالی هیجان (The Pep-Rally)
رالی هیجان آغازگر هفته معارفه است و دانشجویان جدید را با اجرای رقص‌های خلاقانه و هماهنگ، که به‌نام "هال بوگی" شناخته می‌شود، متحد می‌کند. این اجراها که بر اساس روحیه، خلاقیت و هماهنگی قضاوت می‌شوند، شامل حرکت خاصی به‌نام "پیچاندن اسباب‌بازی" (Winding Your Toy) هستند. این حرکت که منبع آن ناشناخته است، به ویژگی منحصربه‌فرد دانشگاه اضافه می‌کند. این رویداد به‌خاطر ماهیت پرانرژی خود نیاز به مجوز صدای ویژه دارد. 

### نمایشگاه کالج رویال (College Royal)
کالج رویال در دانشگاه گوئلف یکی از بزرگ‌ترین رویدادهای دانشجویی در آمریکای شمالی است که هر ساله در ماه مارس بیش از ۲۰,۰۰۰ بازدیدکننده را جذب می‌کند. این رویداد مهیج که از سال ۱۹۲۵ آغاز شده، پردیس دانشگاه را به یک فضای پر از شور و نشاط تبدیل می‌کند و جنبه‌های متنوع زندگی دانشجویی و نوآوری‌های دانشگاه را به نمایش می‌گذارد.
برخی از جذاب‌ترین بخش‌های این رویداد عبارت‌اند از:
- نمایش‌های علمی جذاب: آزمایش‌های شگفت‌انگیز در نمایش‌های جادوی شیمی که همه را سرگرم و متحیر می‌کند.
- نمایش‌های هنری و خلاقانه: آثار هنری دانشجویان در کنار نمایش‌های خاص برای دوستداران حیوانات، از جمله سگ‌ها و گربه‌ها.
- رقص‌های گروهی و مسابقات: اجراهای پرانرژی و هماهنگ که حس رقابت و نشاط را به اوج می‌رساند.
- برنامه‌های خانوادگی متنوع: فعالیت‌هایی برای تمامی سنین که تجربه‌ای فراموش‌نشدنی برای بازدیدکنندگان فراهم می‌کند.

در سال ۲۰۲۴، کالج رویال صدمین سالگرد خود را با رونمایی از یک نقاشی دیواری یادبود در مرکز دانشگاه جشن گرفت، که نمادی از یک قرن تجربه‌های به‌یادماندنی و مشارکت دانشجویان است.
کالج رویال یک رویداد دانشجویی است که به‌طور کامل توسط دانشجویان مدیریت می‌شود و فضایی برای نمایش توانمندی‌ها، خلاقیت‌ها و تنوع‌های دانشگاه فراهم می‌کند. از نمایش‌های زنده و سرگرمی‌های خلاقانه گرفته تا فضای اجتماعی پرنشاط، این جشنواره سالانه روحیه پرجنب‌وجوش و متنوع دانشگاه گوئلف را به تصویر می‌کشد.
اگر به دنبال یک رویداد متنوع و هیجان‌انگیز هستید، کالج رویال تجربه‌ای است که نباید آن را از دست بدهید!

## سپر دانشگاه گوئلف
سپر دانشگاه گوئلف نماد میراث و مأموریت آن است. این سپر شامل اسب سفید است که به خاندان هانوفر و نام "گوئلف" اشاره دارد. درون سپر، یک کتاب (نماد آموزش و علوم انسانی)، یک اسطرلاب (نماد علم و کشف)، و یک شاخ وفور (نماد کشاورزی و فراوانی) قرار دارد. شعار لاتین آن، "Rerum cognoscere causas" (به معنای "شناخت دلایل واقعیت‌ها")، تعهد این دانشگاه به فهم و کشف را نشان می‌دهد. این عناصر به‌طور کلی آموزش، علم و میراث را نمایان می‌کنند.

## گریفون در دانشگاه گوئلف
گریفون نماد و نشان رسمی دانشگاه گوئلف است. گریفون به موجود افسانه‌ای اشاره دارد که ترکیبی از شیر و عقاب است. این نماد ارزش‌های دانشگاه، شامل قدرت، چابکی، رهبری و دیدگاه را منعکس می‌کند.
یک مجسمه بزرگ از گریفون در ورودی دانشگاه قرار دارد که به عنوان یک نماد برجسته و نقطه محبوب برای عکس گرفتن، به ویژه در میان دانشجویان جدید و بازدیدکنندگان، شناخته می‌شود.